# Lucio Quincio Cincinato (tribuno consular 438 a. C.)
Lucio Quincio Cincinato  fue un político y militar romano del siglo V a. C. perteneciente a la gens Quincia. Ocupó tres veces el tribunado consular.

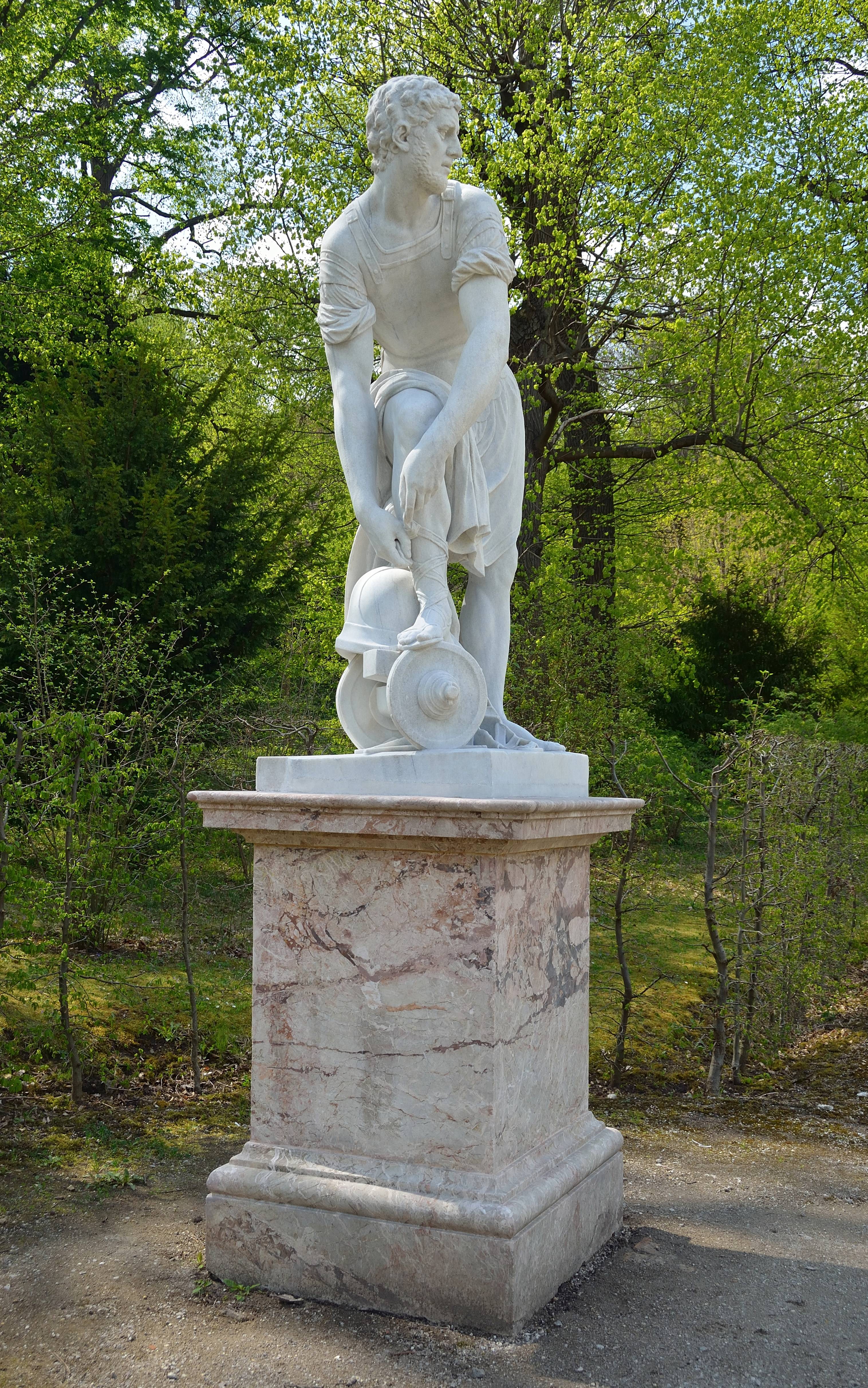
Estatua de Cincinato situada en los jardines de Schönbrunn.

## Familia
Cincinato fue miembro de los Quincios Cincinatos, una de las más antiguas ramas patricias de la gens Quincia. Su padre fue Cincinato, uno de los héroes semilegendarios de la República temprana, y su madre Racilia. Tuvo por hermanos a Tito Quincio Cincinato Peno y a Quinto Quincio Cincinato y su hijo fue el tribuno consular Lucio Quincio Cincinato.

## Carrera pública
En el año 438 a. C. fue elegido en el segundo colegio de tribunos consulares, año en el que Fidenas desertó de los romanos y se pasó a las filas de los de Veyes. Al año siguiente fue nombrado magister equitum por el dictador Mamerco Emilio Mamercino, que había sido uno de sus colegas el año anterior, y encabezó el ataque de la caballería durante la batalla de Fidenas.
Siendo tribuno consular por segunda vez en el año 425 a. C., se concedió sendas treguas a veyentes y ecuos. En el año 420 a. C., ocupó la misma magistratura por tercera vez. Uno de sus colegas, Aulo Sempronio Atratino, se opuso a que se presentaran candidatos plebeyos a la cuestura, lo que provocó una reacción airada de los tribunos de la plebe.
Según Diodoro Sículo, fue uno de los dos cónsules del año 428 a. C. Los Fasti Capitolini dan para el año 420 a. C. a su hermano Tito como tribuno consular.